# Laurenz Leitner
Laurenz Leitner (* 9. Juni 2000 in Wien) ist ein österreichischer Volleyball- und Beachvolleyballspieler.

## Karriere
Leitner spielte zunächst als Torwart im Nachwuchs des Fußballvereins FC Red Bull Salzburg. Von 2010 bis 2019 spielte er dann Volleyball in der Halle beim PSVBG Salzburg. Mit dem Verein war er in der zweiten Liga aktiv.
Parallel dazu begann er eine Karriere im Beachvolleyball. In dieser Sportart war auch sein Vater Gernot Leitner aktiv, bevor er Präsident des Österreichischen Volleyballverbands wurde. Laurenz Leitner sammelte einige regionale und nationale Titel im Nachwuchsbereich. 2017 wurde er mit Theo Reiter Neunter der U18-Europameisterschaft in Kasan. 2018 spielten sie ihr erstes nationales Turnier in Innsbruck. Bei der Austrian Beach Volleyball Tour 2019 spielte Leitner auch mit Reiter, erzielte sein bestes Ergebnis aber mit Moritz Kindl als Vierter in Rabenstein. Mit Kindl trat er beim Ein-Stern-Turnier in Baden auch erstmals auf der FIVB World Tour an und kam auf den 17. Platz. Das Duo wurde außerdem Fünfte der U22-EM in Antalya. Kurz zuvor erreichte Leitner mit Reiter den 17. Platz beim U20-Turnier in Göteborg.
Anschließend spielte Leitner zwei Turniere der World Tour mit Florian Schnetzer. Leitner/Schnetzer wurden im August 2019 Dritte in Montpellier (ein Stern) und im Februar 2020 Vierte in Phnom Penh (zwei Sterne). Beim Champions Cup zum Auftakt der Austrian Beach Volleyball Tour 2020 trat Leitner mit Thomas Kunert an. Danach bildete er ein Duo mit Moritz Pristauz, weil dessen Partner Martin Ermacora verletzt ausfiel. Leitner/Pristauz wurden Siebte in Innsbruck und Zweite in Wolfurt. Beim Ein-Stern-Turnier der FIVB in Baden wurden sie Neunte. An gleicher Stelle erreichten sie bei der österreichischen Meisterschaft das Viertelfinale.
2021 spielte Leitner mit Julian Hörl im März bei der zweiten Ausgabe der German Beach Trophy in Düsseldorf und im August bei der Europameisterschaft in Wien. Von 2022 bis 2024 war Paul Pascariuc sein Partner. Leitner/Pascariuc nahmen 2023 an der Europameisterschaft in Wien teil und gewannen das FIVB Futures-Turnier in El-Alamein. 2024 waren sie Turniersieger beim Futures in Warschau und wurden österreichische Vizemeister.
2025 spielte Leitner zunächst mit Alexander Horst. Im April offenbarte Leitner seine Erkrankung an einer besonders aggressiven Form von Krebs. In einem Instagram-Beitrag teilte er seine Diagnose mit und kündigte eine Pause vom Leistungssport an.